# 1982年の出版
1982年の出版（1982ねんのしゅっぱん）では、1982年の出版に関する出来事についてまとめる。

## 出版関係の出来事
出版社の設立・倒産、文庫・新書の創刊。雑誌の創刊・休刊・廃刊・復刊の日付はそれぞれの創刊号・最終号・復刊号の発売日である。

### 1月
- 小学館の月刊女性ファッション誌『CanCan』を創刊。

### 2月
- 集英社の少女向けの漫画雑誌『ザマーガレット』を創刊。

### 3月
- 31日-玄光社のCM情報誌『CM NOW』を創刊。

### 4月
- 25日 - ホットカプセルの月刊タウン情報誌『月刊タウン情報かがわ』を創刊。

### 8月
- 26日-講談社の漫画雑誌『モーニング』を創刊。[1]

### 9月
- 22日-角川書店の週刊テレビ情報誌『ザテレビジョン』を創刊。[2]